# Импульсная сварка
Не путать с Импульсной контактной сваркой.

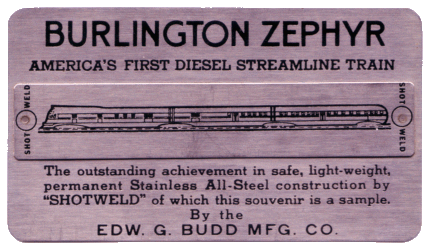
Стальная карточка из нержавеющей стали Stainess с двумя частями, соединёнными импульсной сваркой. Сувенир компании Budd Company 1934 года.

И́мпульсная сва́рка — разновидность дуговой сварки в защитных газах, при которой на основной (фоновый) сварочный ток накладываются, с некоторой частотой, дополнительные импульсы тока.

## История
Этот вид сварки был изобретён инженером Эрлом Рагсдейлом в компании Budd Company в 1932 году для сварки нержавеющей стали. В компании его использовали для сварки в процессе изготовления дизельного железнодорожного поезда Pioneer Zephyr.

## Технология

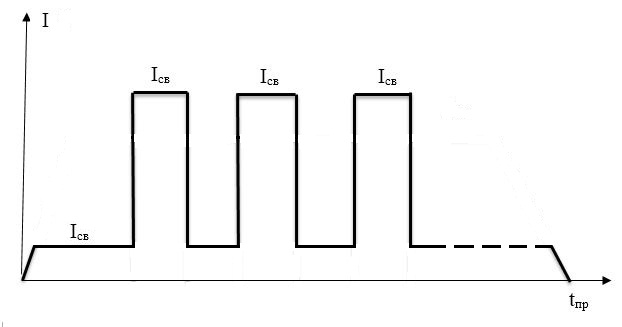
Циклограмма дуговой импульсной сварки.

Импульсная сварка представляет собой разновидность дуговой сварки в защитных газах. На основной сварочный ток накладываются, с частотой в несколько десятков герц, дополнительные импульсы тока. При этом сила основного сварочного тока составляет 10—15 % от тока в импульсе.
Разработана также технология двойного импульса с модуляцией импульсов тока. Модуляция позволяет изменять формы импульса, углы наклона их фронта волны, что позволяет управлять мелкокапельным переносом металла при сварке.
Преимуществами импульсной сварки является устойчивое горение дуги, постоянство качества металла шва по всей его длине, устраняются кратеры из сварных точек, уменьшаются участки перекрытия в сварном шве. В импульсной сварке производится бесконтактный перенос металла с электрода в сварочную ванну. При подаче кратковременных импульсов тока происходит изменение гидродинамического состояния жидкого металла в сварочной ванне, его активное перемешивание. Перемешивание, в свою очередь, вызывает разрушение оксидных плёнок, всплытие их фрагментов и удаление пор. Это уменьшает число дефектов при сварке.

### Развитие технологии

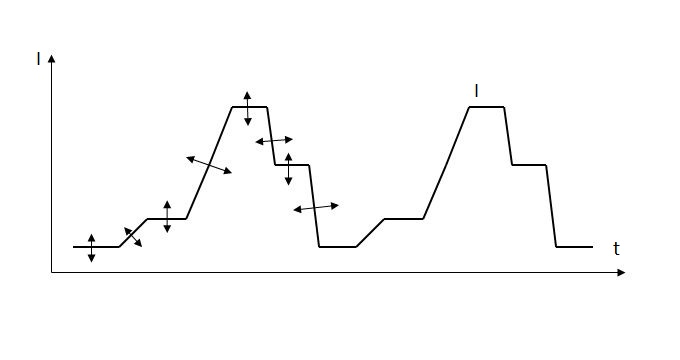
Циклограмма сварки по технологии двойных импульсов с модулированной формой

В последующем метод получил развитие в технологиях TwinPulse, SpedPulse, STT, HighSpeed с использованием двойных импульсов, модулирования формы импульсов, использованием электрических дуг со струйным переносом без коротких замыканий дугового промежутка и др.
В процессе сварки по технологии с двойными импульсами (TwinPulse) возможно изменение формы импульса, углов наклона фронтов волны импульса, соотношения ток/пауза. Этими приёмами достигается получение управляемого мелкокапельного переноса в режиме короткого замыкания.

## Практика применения
В компании Budd Company в Филадельфии использовали нержавеющую сталь AISI 304 (известную сегодня как SAE 304 — аустенитная нержавеющая сталь). Для неё был разработан процесс точечной сварки и импульсной сварки.
Импульсная сварка применяется при сварке как разных марок сталей, так и алюминиевых, медных, никелевых сплавов и титана с толщинами заготовок от 1 до 50 мм.